# Die Rettung (1929)
Die Rettung (Originaltitel: The Rescue) ist ein US-amerikanischer Abenteuerfilm aus dem Jahr 1929 von Herbert Brenon mit Ronald Colman und Lili Damita in den Hauptrollen. Das Drehbuch des Stummfilms mit Musik und Toneffekten basiert auf dem gleichnamigen Roman von Joseph Conrad.

## Handlung
Der Engländer Tom Lingard, Eigentümer der Brigg Lightning, befährt die Javasee. Hassim, der Raja von Wajo, rettet Lingard vor den Eingeborenen seines Dorfes und wird daraufhin vom Thron vertrieben, sein Rivale Daman wird der neue Herrscher. Hassim und seine Schwester Immada suchen Zuflucht bei Lingard, der beschließt, den Raja wieder an die Macht zu bringen. Als die Vorbereitungen fast abgeschlossen sind, läuft die Yacht des reichen Engländers Travers in der Nähe auf Grund. Obwohl Travers Lingards Hilfsversuche übel nimmt, fühlt sich seine Frau Edith zu dem Abenteurer hingezogen. 
Lingard bewirkt die Freilassung von Travers und D'Alacer aus der Gewalt von Damans Männern, doch die Eingeborenen revoltieren und kapern Travers' Schiff. Edith will Lingard rufen, doch in ihrer gemeinsamen Leidenschaft gerät alles in Vergessenheit. Das Schiff wird gesprengt, alle kommen ums Leben, und Lingard schickt Edith reumütig fort.

## Hintergrund
Laut einem am 11. August 1928 veröffentlichten Produktionsverzeichnis begannen die Produktionen am 20. Juni 1928. Zwei Monate später erschien Artikel darüber, wie Samuel Goldwyn aus einer Szene, die in der Woche zuvor auf Santa Catalina Island gedreht worden war, einen „römischen Feiertag“ machte. Er lud 20 Zeitungsleute und Feuerwehrleute ein, um sich die Dynamitsprengung eines 250 Fuß (ca. 75 Meter) langen Schoners für den Film anzusehen. Zur Veranstaltung gehörten „Ronald Colman persönlich, der im Film mitspielt, fünf oder sechs Doubles für Colman, 2.400 Pfund Dynamit, 15 Kameras und zwei Kisten eiskaltes Ginger Ale. Alles war für die Dreharbeiten bestellt.“ Lily Damita, eine Schürze tragend, servierte ein „Erste-Hilfe-Notfall-Mittagessen“.  Der Schoner hingegen wurde „in tausend Stücke zerfetzt. Es blieb kein Stück davon übrig, nicht einmal so groß wie ein Juwel in einer Uhr.“
William Cameron Menzies oblag die künstlerische Leitung.
Das Filmmuseum George Eastman House besitzt eine unvollständige Kopie. Eine der acht Filmrollen fehlt.

## Veröffentlichung
Die Premiere des Films fand am 12. Januar 1929 statt. 1930 kam er in Österreich in die Kinos.

## Kritiken
Mordaunt Hall von der The New York Times befand, Regisseur Brenon habe die Essenz der Erzählung gekonnt bewahrt. Obwohl er zugunsten der Zustimmung des Publikums gewisse Zugeständnisse machen musste, manchmal in Bezug auf die Gesichtszüge der Charaktere und in anderen Fällen in Bezug auf ihre Kostüme, werden die meisten Episoden durch mehr als nur eine Anregung des meisterhaften Autors belebt. Auch wenn Ronald Colman Conrads Beschreibung von Tom Lingard vielleicht nicht entspreche, sei seine Darstellung so ernsthaft und einfühlsam, dass er trotz seines kohlschwarzen Haares, seines glattrasierten Kinns und seines kleinen Schnurrbarts nicht nur alles andere als enttäuschend sei, sondern auch den Geist von „König“ Tom widerspiegele. Die anspruchsvollsten Conrad-Fans werden in diesem Film eine ganze Reihe inspirierender Passagen finden, die mit einem hohen Maß an künstlerischem Geschmack gefilmt wurden.

## Auszeichnungen
1929 wurde der Film mit zwei Photoplay Awards für die beste Leistung des Monats März ausgezeichnet. Ein Award wurde für den besten Film vergeben, der andere ging an Ronald Colman als bester Darsteller.